# 罗伯特·F·恩格尔

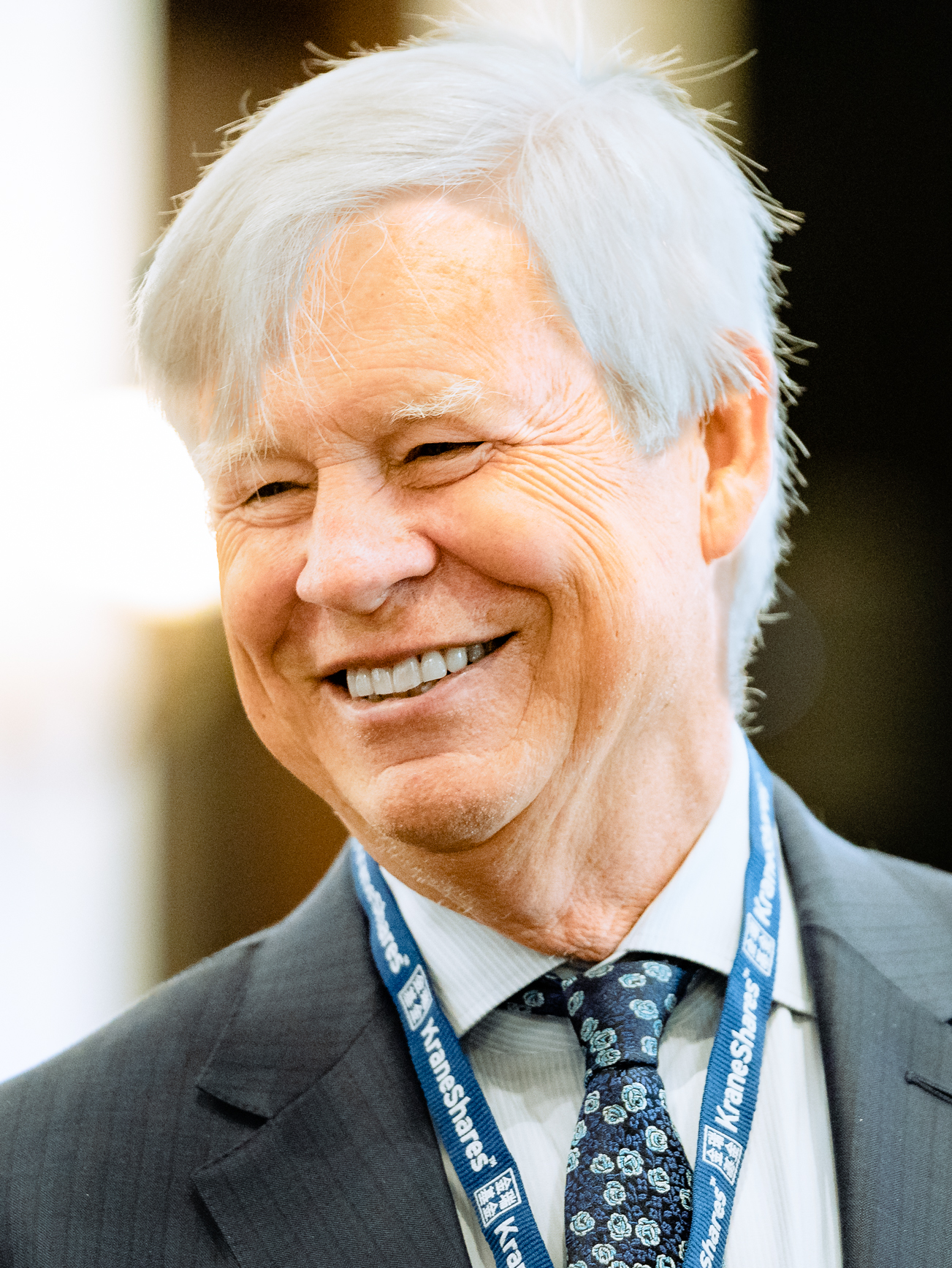
罗伯特·F·恩格尔

罗伯特·弗莱·恩格尔三世（Robert Fry Engle III，1942年11月10日—）生於纽约州锡拉丘兹，美国经济学家，2003年与克莱夫·格兰杰共同获得诺贝尔经济学奖。
恩格尔毕业于威廉姆斯學院物理学专业，随后又在康奈尔大学获得物理学硕士和经济学博士学位。1969年至1977年任教於麻省理工學院 （页面存档备份，存于）。1978年，恩格尔进入加利福尼亚大学圣迭戈分校执教直至2003年退休。